# Slag om Ra's Lanoef
De Slag om Ra's Lanoef was een militair conflict tijdens de Opstand in Libië, uitgevochten in en rondom de oliehaven Ra's Lanoef in het oosten van het land. De slag kende twee fases. Tijdens de eerste fase (5 tot 6 maart 2011) veroverden de rebellen Ra's Lanoef. Na hun nederlaag bij Bin Jawad heroverde het regeringsleger tussen 6 en 12 maart de stad.

## Eerste fase
Op 5 maart bereikten de oprukkende rebellen vanuit Brega de buitenwijken van Ra's Lanoef. Naar eigen zeggen werden ze daar door granaatvuur van regeringstroepen geraakt. In de nacht van 5 op 6 maart 2011 claimden de rebellen de verovering van heel Ra's Lanoef, inclusief de oliehaven en het vliegveld. De rebellen beweerden tevens dat ze 20 lichamen gevonden hadden van soldaten die hadden geweigerd op de rebellen te schieten, en daarom waren geëxecuteerd. Op 5 maart slaagden de rebellen er tevens in om een Libisch gevechtsvliegtuig buiten Ra's Lanoef neer te schieten, waarbij de piloot om het leven kwam. Op 6 maart rukten de rebellen op naar het verder in het westen gelegen stadje Bin Jawad, waar ze in een hinderlaag liepen van de regering en teruggedreven werden richting Ra's Lanoef.

## Tweede fase
Tussen 6 en 10 maart bombardeerde het regeringsleger Ra's Lanoef, waarbij ten minste 20 rebellen het leven verloren en 65 man gewond raakten. Ra's Lanoef werd met raketten, vanuit de lucht en vanuit zee beschoten. Op 10 maart berichtte de BBC dat troepen loyaal aan Moammar al-Qadhafi Ra's Lanoef hadden veroverd, en in de avond werd dit door rebellen op de grond bevestigd. De bombardementen beletten versterkingen om Ra's Lanoef opnieuw in te trekken, hoewel sommige getrainde soldaten van de rebellen nog tot 11 maart weerstand bleven bieden rondom Ra's Lanoef. Op 12 maart trokken de rebellen zich via de snelweg terug naar Brega, om zich daar opnieuw in te graven voor een volgende ronde van gevechten met regeringsgetrouwe troepen.